# آقا علی مدرس
آقا علی مدرس  از سیاستمداران ایرانی بود، که در دوره‌  هفتم بعنوان نماینده تهران در مجلس شورای ملی حضور داشت.